# Harvard Five

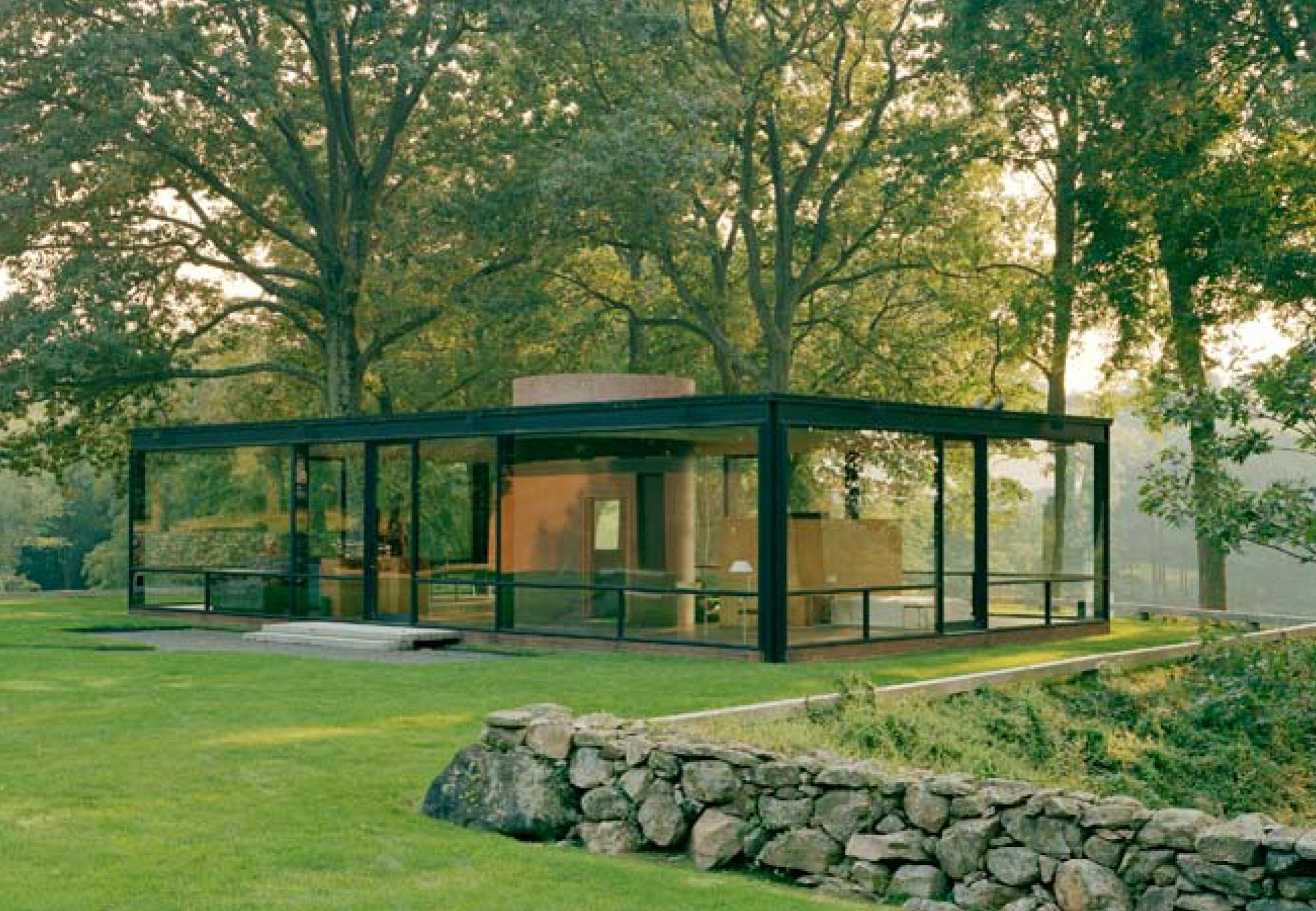
Philip Johnsons Glass House

Die Harvard Five war eine Gruppe von Architekten, die sich in den 1940er-Jahren in New Canaan (Connecticut) niederließen: John M. Johansen, Marcel Breuer, Landis Gores, Philip Johnson und Eliot Noyes. Marcel Breuer war Dozent an der Harvard Graduate School of Design, während Gores, Johansen, Johnson und Noyes dort studierten.
Sie alle standen unter dem Einfluss von Walter Gropius, Leiter des Architektur-Studiengangs in Harvard.
Die Kleinstadt New Canaan ist bekannt für ihre zahlreichen Bauten moderner Architektur. Rund 100 moderne Wohnhäuser wurden dort gebaut; etwa 20 davon wurden bereits wieder abgerissen. Inzwischen wurden jedoch vier in das National Register of Historic Places der USA aufgenommen: das Glass House von Johnson, das Landis Gores House, das Richard and Geraldine Hodgson House und das Noyes-Haus.
Weitere namhafte Architekten lebten in New Canaan und entwarfen Wohnhäuser für sich selbst und ihre Kunden, darunter John Black Lee, Hugh Smallen, Victor Christ-Janer, Alan Goldberg und Carl Koch.